# پوسکین (ویسکانسین)
پوسکین (به انگلیسی: Poskin) یک منطقهٔ مسکونی در ایالات متحده آمریکا است که در شهرستان بارون، ویسکانسین واقع شده‌است. پوسکین ۳۶۳٫۹۴ متر بالاتر از سطح دریا واقع شده‌است.